# Aide de pointage de radar automatique

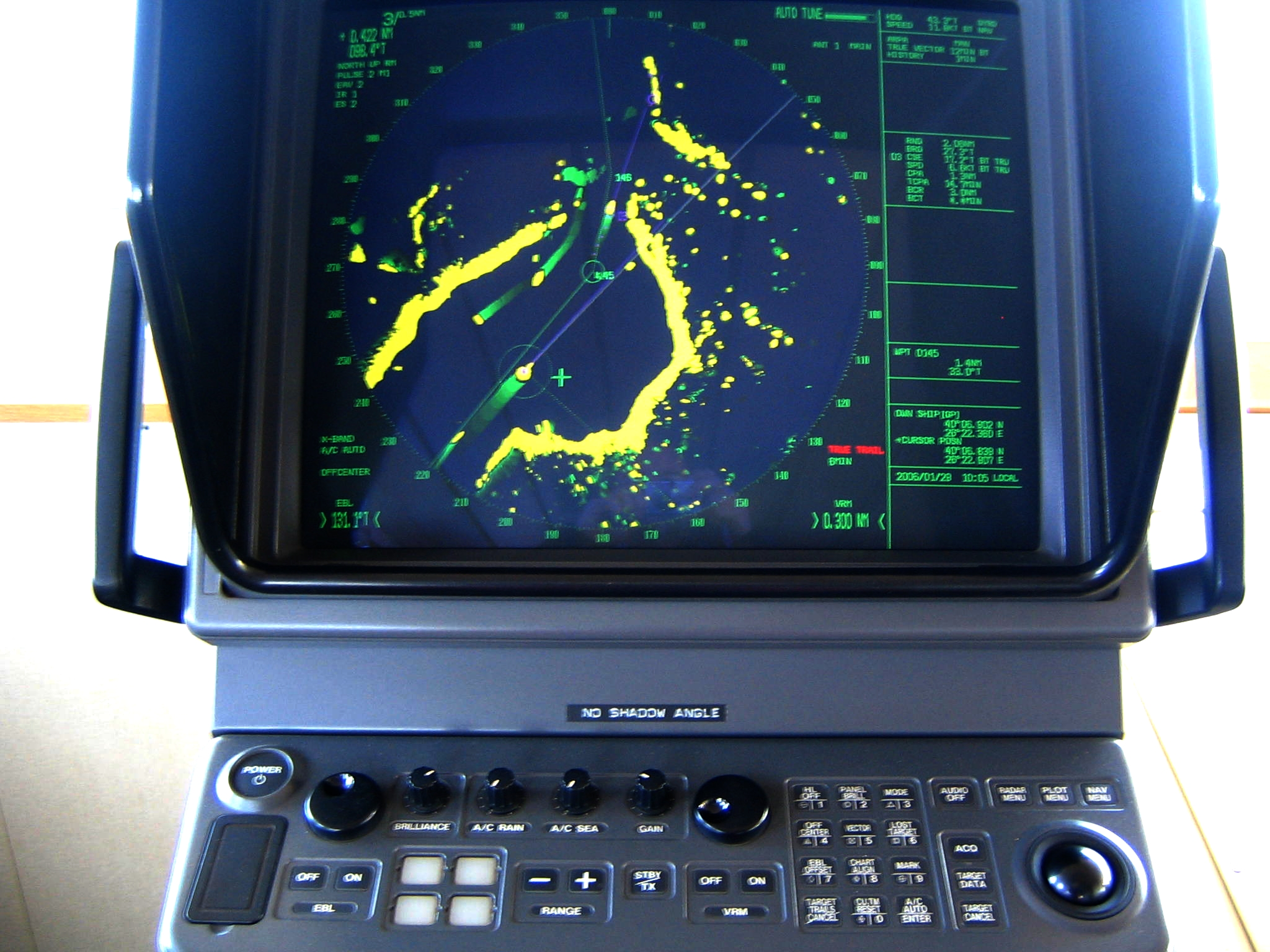
Photo d'un système ARPA à bord d'un navire.

Pour les articles homonymes, voir ARPA.
L'ARPA (acronyme anglais signifiant Automatic Radar Plotting Aid, en français "aide de pointage radar automatique") est un équipement associé au radar de navigation pour assurer le suivi des échos afin d'aider le navigateur des bateaux de surface, dans le choix d'une manœuvre pour éviter la collision.

## Règles de route
Pour éviter un abordage, tout navire doit suivre strictement les règles définies par l'OMI (Organisation maritime internationale) dans le règlement pour prévenir les abordages en mer (Colreg). Ce document fait référence à l'utilisation des radars entre autres dans les règles 6 b) - 7 b) & c) et 19 d): 

7c) : On doit éviter de tirer des conclusions de renseignements insuffisants, notamment de renseignements radars insuffisants

## Fonctionnement
1. Durant la première minute l'ARPA fait entre 40 et 60 observations,
2. après une minute il donne le relèvement et la distance de l'écho,
3. Après trois minutes, les informations suivantes apparaissent sur l'écran radar:

- le CPA (Closest Point of Approach) le point le plus proche que l'écho pourra atteindre par rapport à notre navire (le porteur du radar),
- le TCPA (Time to closest point of approach) temps pour atteindre le CPA,
- la route surface de la cible (écho),
- la vitesse surface de la cible (écho).

Bien sûr toutes ces données ne sont valables que pour un steady track, c’est-à-dire que le navire observé (la cible) ne doit ni changer de cap, ni de vitesse, le vecteur vitesse de la cible doit être suffisamment grand pour que le résultat du calcul de la route surface / vitesse surface de ce dernier soit crédible à quelques degrés / dixièmes de nœuds près. Un vecteur trop petit entraîne une incertitude trop grande, et on considère que trois minutes sont un minimum, si la cible change de route ou de vitesse les informations ne seront pas fiables. Il en est de même pour le porteur du radar, s'il est en giration ou en accélération / décélération, les données calculées par l'ARPA ne seront pas précises.
Le système Arpa effectue automatiquement les calculs de pointage qui pourraient être effectués graphiquement .
Le calculateur, au centre du système, peut prendre en charge automatiquement les échos qui apparaissent à l'écran, où laisser le choix à l'opérateur de les sélectionner manuellement. Le nombre de cibles prises en charge est généralement limité à une dizaine. Il également possible d'effectuer des tests de manœuvre et d'observer la situation extrapolée dans le temps à la suite de cette manœuvre fictive. Lors de cette visualisation, le mot "test" clignote à l'écran afin de confirmer à l'opérateur que cette situation n'est pas réelle, puis, après quelques secondes, le basculement vers la situation normale est automatique.